# Corpo Expedicionário Português
Il Corpo Expedicionário Português o CEP ("Corpo di Spedizione Portoghese" in portoghese) era il nome di un corpo di spedizione inviato dal Portogallo in Francia all'inizio del 1917, per partecipare ai combattimenti del fronte occidentale della prima guerra mondiale; l'unità fu inserita all'interno della 1ª Armata britannica, e con essa combatté nella regione delle Fiandre fino alla conclusione delle ostilità.

## Storia

### La formazione

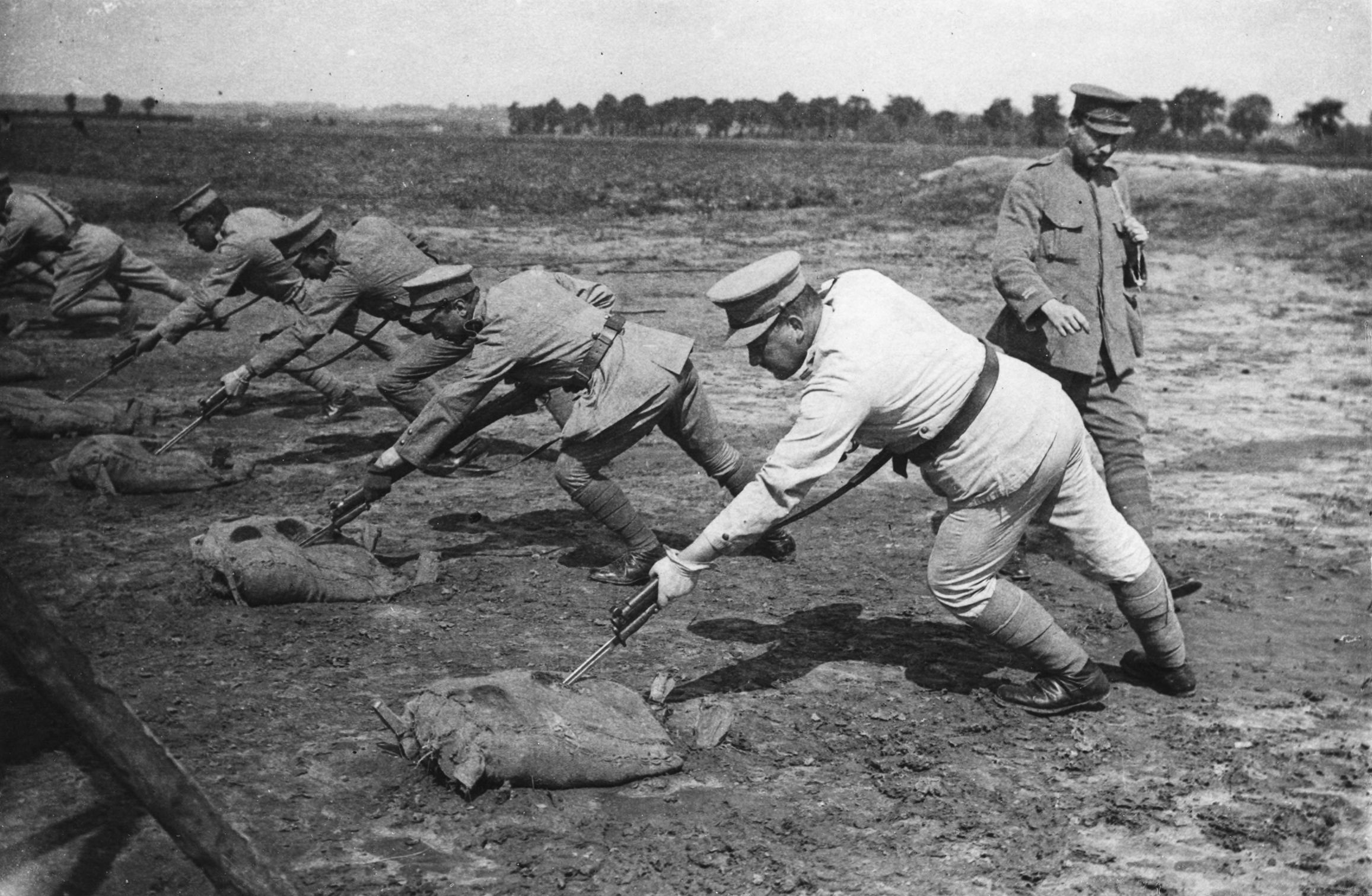
Soldati portoghesi si addestrano all'uso della baionetta

Allo scoppio della prima guerra mondiale nell'agosto del 1914 il Portogallo si dichiarò neutrale, ma fin dall'inizio si verificarono incidenti e scontri con la Germania: truppe coloniali tedesche provenienti dall'Africa Tedesca del Sud-Ovest sconfinarono nella colonia portoghese dell'Angola nell'ottobre del 1914, dando luogo ad una serie di combattimenti protrattisi fino al luglio del 1915, mentre gli U-Boot della Kaiserliche Marine impegnati negli attacchi al traffico mercantile degli Alleati in Atlantico si resero più volte protagonisti di siluramenti ai danni dei mercantili portoghesi. All'inizio del marzo del 1916 il governo portoghese ordinò di sequestrare tutti i mercantili tedeschi ancorati nei porti nazionali, ed il 9 marzo 1916 dichiarò formalmente guerra agli Imperi centrali.
Desideroso di dare un contributo concreto alla lotta degli Alleati contro i tedeschi, nel luglio del 1916 il governo portoghese iniziò a reclutare i componenti di un corpo di spedizione da inviare in appoggio alle armate alleate dislocate in Francia: sotto il comando del generale Fernando Tamagnini de Abreu e Silva, il CEP si strutturò su due divisioni di fanteria (ognuna su tre brigate di fanteria, tre battaglioni di artiglieria, tre batterie di mortai ed unità di servizi), un battaglione indipendente di fanteria su biciclette ed uno di genieri, per un totale di circa 55.000 uomini; contemporaneamente venne reclutato anche un Corpo de Artilharia Pesada Independente o "CAPI" (Corpo di Artiglieria Pesante Indipendente), composto da nove batterie di artiglieria dotate di cannoni pesanti forniti dagli stessi Alleati, per un totale di circa 5.000 uomini.

### In Francia
Le unità del CEP si imbarcarono alla volta della Francia all'inizio del 1917; il governo portoghese poté usare solo dieci navi da carico, così altri sette furono fornite dal governo britannico, che mise a disposizione anche le navi militari di scorta. Una volta arrivato a destinazione, il CEP fu destinato al settore nord del fronte per unirsi alla 1ª Armata britannica dislocata nella regione delle Fiandre, mentre il CAPI fu invece inviato ad unirsi alle truppe francesi più a sud; per semplificare la catena logistica ed i rifornimenti, le truppe portoghesi furono completamente riequipaggiate con armi leggere di fabbricazione britannica, e dopo un periodo di addestramento alla guerra di trincea i primi contingenti furono inseriti sul fronte in maggio, con l'intero CEP schierato in prima linea entro il novembre seguente.

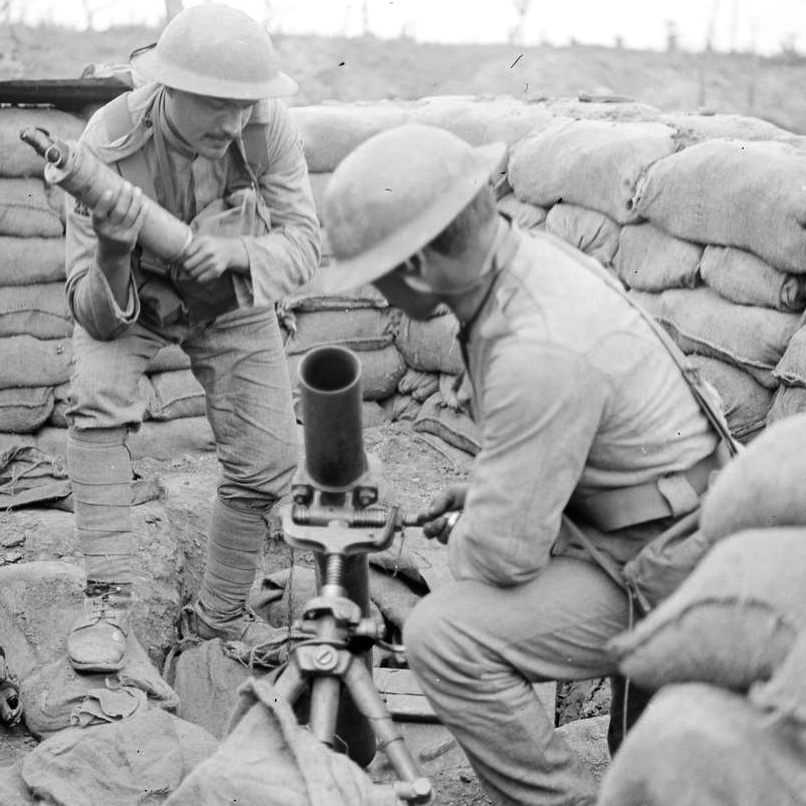
Due soldati portoghesi in Francia con un mortaio Stokes britannico

Nel corso dell'inverno tra il 1917 ed il 1918 il CEP subì un grave abbassamento del morale, sia per via delle pessime condizioni meteo sia per la scarsa concezione che avevano i soldati della loro presenza in Francia; il costante attrito a cui erano sottoposte le truppe in prima linea provocava un tasso di perdite che nell'aprile del 1918 era arrivato al 10% della forza originaria, situazione aggravata dalla scarsità di arrivi di rimpiazzi dalla madrepatria dovuta sia ai bassi tassi di reclutamento sia alla destinazione del grosso delle navi da trasporto alleate al traghettamento della neo-costituita American Expeditionary Forces, dopo la dichiarazione di guerra alla Germania da parte degli Stati Uniti. Senza rimpiazzi disponibili le truppe furono destinate a lunghi turni in prima linea, anche di sei mesi, fatto che aggravò ancora di più le precarie condizioni del morale: iniziarono a verificarsi piccoli ammutinamenti nei reparti, ed il 6 aprile 1918 l'intera 1ª Divisione del CEP fu ritirata dalla prima linea per essere riorganizzata nelle retrovie, obbligando sia la 2ª Divisione sia la 55th (West Lancashire) Infantry Division britannica ad estendere di molto la zona di fronte da loro tenuta; era stato programmato che anche la stessa 2ª Divisione fosse ritirata dal fronte e rimpiazzata con due nuove divisioni britanniche entro il 9 aprile, ma quella stessa mattina le truppe tedesche lanciarono un massiccio attacco contro il fronte tenuto dai portoghesi.

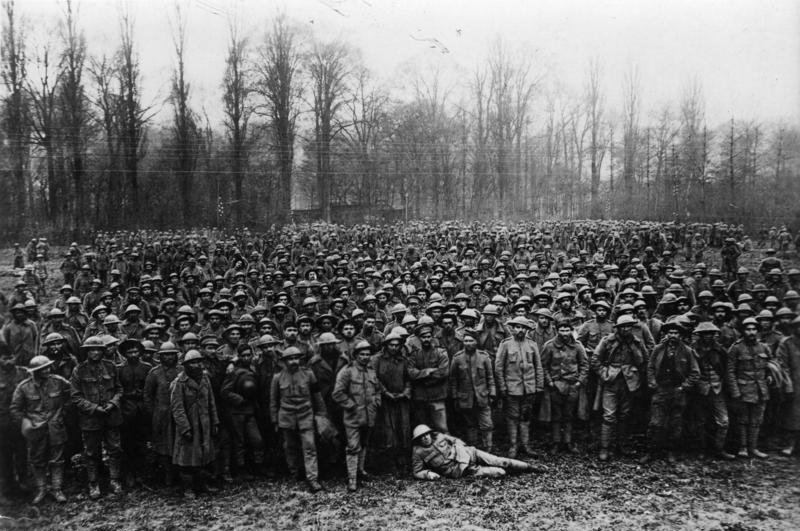
Prigionieri portoghesi presi dai tedeschi dopo la quarta battaglia di Ypres

In quella che poi fu nota come "quarta battaglia di Ypres", il fronte della 2ª Divisione portoghese fu attaccato da otto divisioni tedesche, con circa 100.000 uomini contrapposti a 20.000 portoghesi; a dispetto di una dura resistenza offerta dai portoghesi, la divisione fu ben presto smembrata ed il suo fronte sfondato: la 4ª Brigata di fanteria, che teneva il settore nord della linea, fu sopraffatta per le 11:00, mentre nel settore centrale la 5ª Brigata ed il quartier generale della divisione furono travolti entro le 13:00. Il nucleo centrale della divisione fu rapidamente annientato entro la fine della giornata, anche se un contrattacco delle truppe britanniche del XI Corps e di due battaglioni portoghesi di riserva la mattina successiva fu in grado di mantenere in mani alleate il tratto sud della vecchia linea della divisione, contenendo lo sfondamento tedesco poi fermato da altre due divisioni britanniche. Il 9 aprile il CEP perse circa un terzo delle truppe schierate in prima linea (400 caduti e 6.500 prigionieri), anche se la difesa opposta dai portoghesi fu in grado quantomeno di rallentare la progressione dei reparti tedeschi.
Il resto del corpo di spedizione portoghese fu ritirato dalla linea del fronte e destinato a compiti di sicurezza e attività di costruzione nelle retrovie, anche se la 1ª Divisione tornò brevemente in linea poco prima della fine delle ostilità nel novembre del 1918; nel suo periodo di attività il CEP riportò un totale di 14.000 perdite (2.160 morti, 5.244 feriti e 6.678 prigionieri) su un organico originario di 55.000 uomini.